# Alma-de-gato
A alma-de-gato (Piaya cayana) é uma espécie ave cuculiforme da família dos cuculídeos, encontrada em matas e cerrados de todos os países dos neotrópicos, desde o México até a Argentina, incluindo o Brasil. Também conhecida como alma-de-caboclo, alma-perdida, atibaçu, atingaú, atingaçu, atiuaçu, chincoã, crocoió, maria-caraíba, meia-pataca, oraca, pataca, pato-pataca, piá,  picuá, rabilonga, rabo-de-escrivão, rabo-de-palha, tinguaçu, urraca, e tincoã.

## Etimologia

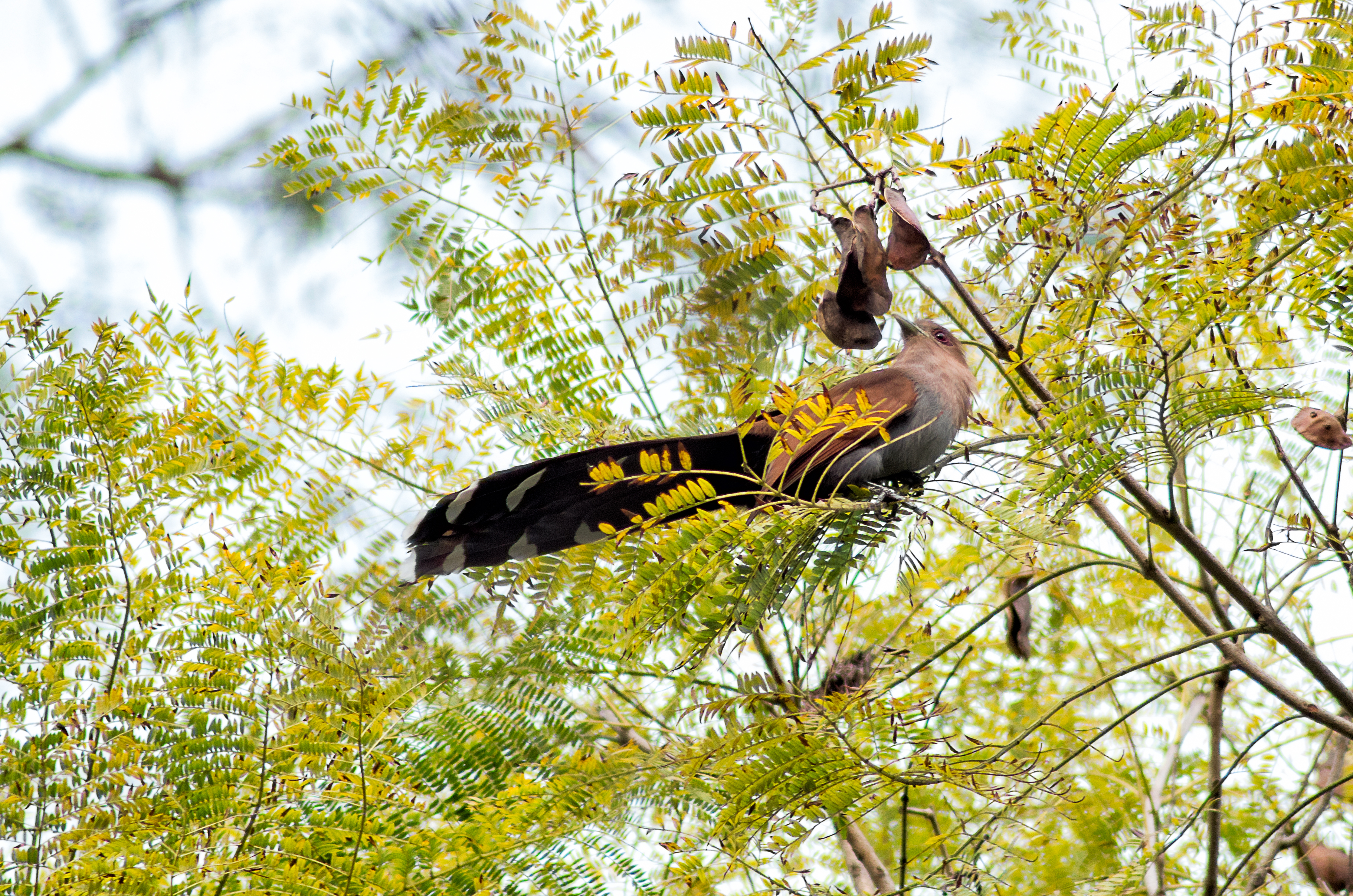
Exemplar de alma-de-gato no Instituto Butantã

Seu canto se assemelha a um gemido, especialmente o de um gato. Por isto, é conhecido como "alma-de-gato", "alma-perdida" e "alma-de-caboclo". Sua longa cauda se assemelha à pena utilizada pelos escrivães, daí seus nomes de "rabo-de-escrivão" e "rabilonga". O termo "chincoã" possui origem onomatopaica. Já "tinguaçu" vem do tupi tĩguasu, "nariz grande".

## Descrição
Esta espécie é um grande cuculídeo e de cauda extremamente longa, medindo de 40,5 a 50 cm de comprimento e pesa 95 a 120 g. O adulto tem principalmente as partes superiores e a cabeça castanhas, tornando-se mais pálidas na garganta. A parte inferior do peito é cinza e a barriga é enegrecida. As penas centrais da cauda são ruivas, mas as externas são pretas com barras brancas. O bico é amarelo e a íris é vermelha. Indivíduos imaturos têm bico e olhos cinza, íris marrom e menos branco na cauda. Assemelha-se ao chincoã-pequeno (Coccycua minuta), mas essa espécie é menor e tem a garganta mais escura.
Existem várias subespécies com pequenas variações de plumagem. Por exemplo, P.c. mehleri, uma das subespécies sul-americanas, tem principalmente penas externas marrons (não pretas) na cauda. Além disso, as subespécies do México, América Central e possuem um anel ocular amarelo, mas este é vermelho no resto da América do Sul.

## Comportamento e hábitat

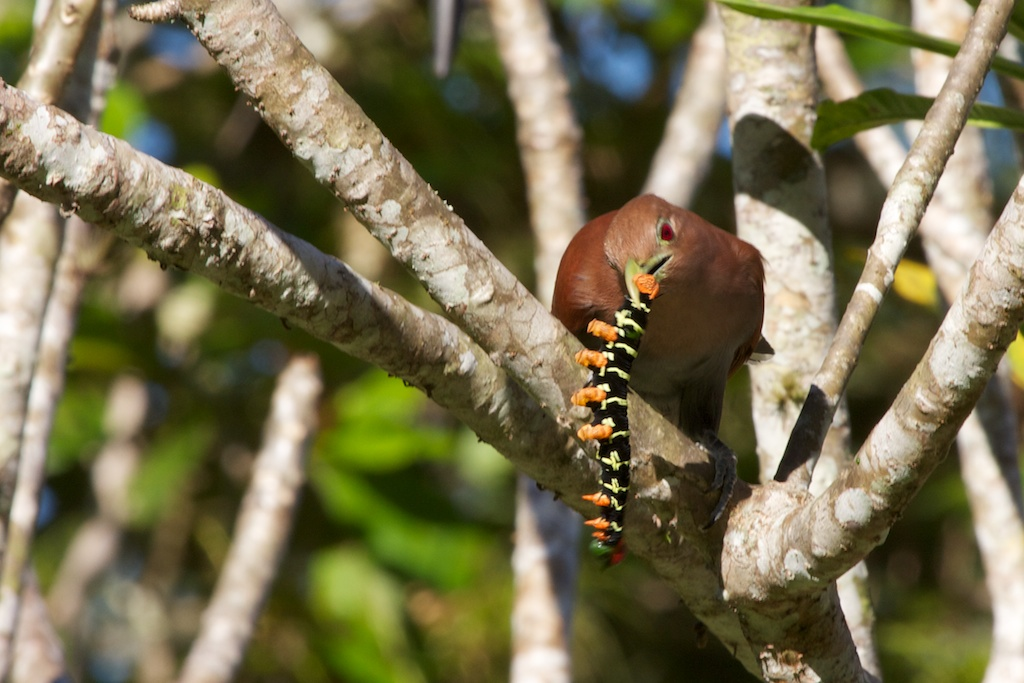
Uma alma-de-gato capturando uma lagarta. Observe o anel ocular amarelo (o olho em si é avermelhado), típico das subespécies do México e América Central

A alma-de-gato é encontrada no dossel e bordas de floresta, matas secundárias, hábitats semiabertos do nível do mar até 2.500 m, embora seja incomum a partir de 1.200 m.
Percorre rápida e silenciosamente, em voos de curta distância, os galhos da floresta à procura de alimentação. Voa principalmente planando com batidas de asas ocasionais.
Alimenta-se de grandes insetos, como cigarras, vespas e lagartas (incluindo aquelas com pêlos ou espinhos urticantes), e ocasionalmente aranhas e pequenos lagartos, raramente comendo frutas. Sua presa é tipicamente apanhada da folhagem com uma investida rápida, mas as vespas podem ser capturadas em voo. As almas-de-gato são frequentemente observadas forrageando pacificamente ao lado de pequenos mamíferos, como saguis-de-tufos-brancos (Callithrix jacchus) durante a estação seca na caatinga. Em particular, podem ser avistadas seguindo formigas-de-correição, apanhando presas levadas pelas formigas, e ocasionalmente se juntarão a bandos mistos.
O ninho é construído com folhas, no formato de uma taça, escondido na vegetação densa acima de 1 a 12 m de altura. A fêmea deposita dois ovos brancos em cada postura.
É abundante na maior parte de seu alcance e parece ser bastante tolerante à perturbação humana, desde que algum fragmento florestal permaneça. Comparado com muitos outros cuculídeos no mundo, essa é uma espécie relativamente ousada e chamativa, embora seja mais frequentemente encontrada escondida dentro da vegetação. Devido à sua ampla distribuição, é considerada uma espécie pouco preocupante pela IUCN.

## Subespécies
São reconhecidas catorze subespécies:
- Piaya cayana cayana (Linnaeus, 1766) - ocorre no vale do Orinoco na Venezuela, nas Guianas e no norte do Brasil;
- Piaya cayana mehleri (Bonaparte, 1850) - ocorre no nordeste da Colômbia, na Venezuela (nas áreas costeira até o leste na península de Paría);
- Piaya cayana mesura (Cabanis & Heine, 1863) - ocorre na Colômbia no leste da cordilheira dos Andes e no Equador;
- Piaya cayana circe (Bonaparte, 1850) - ocorre no oeste da Venezuela, na região sul do lago de Maracaibo;
- Piaya cayana insulana (Hellmayr, 1906) - ocorre na ilha de Trindade;
- Piaya cayana obscura (E. Snethlage, 1908) - ocorre no Brasil ao sul do rio Amazonas, na região entre os rios Juruá e Tapajós;
- Piaya cayana hellmayri (Pinto, 1938) - ocorre no Brasil ao sul do rio Amazonas, na região de Santarém até o delta do rio Amazonas;
- Piaya cayana pallescens (Cabanis & Heine, 1863) - ocorre no leste do Brasil, nos estados do Piauí, Pernambuco, Bahia e Goiás;
- Piaya cayana cabanisi (Allen, 1893) - ocorre na região centro-oeste do Brasil, nos estados de Mato Grosso e Goiás);
- Piaya cayana macroura (Gambel, 1849) - ocorre no sudeste do Brasil até o Paraguai, Uruguai e nordeste da Argentina;
- Piaya cayana mogenseni (J. L. Peters, 1926) - ocorre no sul da Bolívia e no noroeste da Argentina;
- Piaya cayana mexicana (Swainson, 1827) - ocorre na costa do Oceano Pacífico no México, do estado de Sinaloa até o istmo de Tehuántepec;
- Piaya cayana nigricrissa (Cabanis, 1862) - ocorre no oeste da Colômbia e do Equador e também na região central do Peru;
- Piaya cayana thermophila (P. L. Sclater, 1860) - ocorre no leste do México até o Panamá, no noroeste da Colômbia e nas ilhas costeiras.